# واوکسرنرد
واوکسرنرد (به فرانسوی: Vauxrenard) یک کمون در فرانسه است که در Canton of Beaujeu واقع شده‌است.

## خصوصیات
واوکسرنرد ۱۹٫۱۹ کیلومترمربع مساحت و ۳۰۴ نفر جمعیت دارد و ۵۲۵ متر بالاتر از سطح دریا واقع شده‌است.